# Mon oncle Sosthène
 (mai 2025).
Si vous disposez d'ouvrages ou d'articles de référence ou si vous connaissez des sites web de qualité traitant du thème abordé ici, merci de compléter l'article en donnant les références utiles à sa vérifiabilité et en les liant à la section « Notes et références ».
Mon oncle Sosthène est une nouvelle de Guy de Maupassant, parue en 1882.

## Historique
La nouvelle Mon oncle Sosthène est initialement publiée dans la revue Gil Blas du 12 août 1882, puis dans le recueil Les Sœurs Rondoli.
La nouvelle est dédiée à Paul Ginisty. L’auteur y critique ouvertement les francs-maçons, les libres-penseurs, les patriotes et les dévots.

## Résumé
Le narrateur nous fait le portrait peu flatteur de son oncle Sosthène, libre-penseur par bêtise, anti-clérical, anti-monarchiste et franc-maçon. Après quelques observations moqueuses sur la franc-maçonnerie et ses membres, le neveu de Sosthène nous raconte l'histoire qui est arrivée à son oncle.
Dans la ville habite un vieux jésuite, qui est la bête noire de Sosthène. Lors de la semaine de carême avant Pâques, Sosthène souhaitant manifester sa haine de l'Eglise catholique, organise un « dîner gras » le Vendredi saint. Au vu de tous, il invite trois amis et son neveu dans un restaurant pour y manger de l’andouille et du cervelas, le tout arrosé de vin, de champagne et de liqueurs. Vingt-deux bouteilles plus tard, il quitte la compagnie avec son neveu qui le raccompagne chez lui dans un état d'ébriété épouvantable. 
Ce neveu, éméché lui aussi, veut alors faire une farce à ce dernier. Il va sonner à la porte du jésuite et lui dit que son oncle est sur le point de mourir et qu’il a réclamé la présence d’un prêtre. Le jésuite accourt chez le soi-disant moribond. Au grand étonnement du narrateur, qui s'est caché plus loin dans la rue, le prêtre n'est pas jeté dehors par Sosthène : il y reste toute la nuit, et toute la journée du lendemain.
Quand le neveu retourne chez son oncle, il trouve celui-ci totalement converti au catholicisme. Il a également déshérité son neveu pour tester en faveur du jésuite et lui faire don de ses biens.

## Éditions
- Mon oncle Sosthène, dans Maupassant, Contes et Nouvelles, tome I, texte établi et annoté par Louis Forestier, éditions Gallimard, Bibliothèque de la Pléiade, 1974  (ISBN 978 2 07 010805 3).